# Championnats d'Europe de cross-country 2006
Navigation
Édition précédente Édition suivante
Les 13eChampionnats d'Europe de cross-country se sont déroulés à San Giorgio su Legnano (Lombardie) en Italie le 10 décembre 2006. Mohammed Farah remporte le titre chez les hommes et Tetyana Holovchenko gagne la course femmes.

## Résultats

### Seniors Hommes

#### Individuel
| Pos.   | Runners                | Time      |
| ------ | ---------------------- | --------- |
| Or     | Mohammed Farah         | 27 min 56 |
| Argent | Fernando Silva         | 28 min 03 |
| Bronze | Juan Carlos de la Ossa | 28 min 06 |
| 4.     | Mustafa Mohamed        | 28 min 08 |
| 5.     | Khalid Zoubaa          | 28 min 16 |
| 6.     | Rui Pedro Silva        | 28 min 17 |
| 7.     | Driss El Himer         | 28 min 17 |
| 8.     | Mustapha Essaid        | 28 min 17 |
| 9.     | Luís Feiteira          | 28 min 21 |
| 10.    | Christian Belz         | 28 min 22 |

#### Équipes
| Pos.   | Runners                                                                             | Points |
| ------ | ----------------------------------------------------------------------------------- | ------ |
| Or     | France Khalid Zoubaa Driss El Himer Mustapha Essaid Driss Maazouzi                  | 33     |
| Argent | Portugal Fernando Silva Rui Pedro Silva Luís Feiteira Ricardo Ribas                 | 34     |
| Bronze | Espagne Juan Carlos de la Ossa Carles Castillejo Eliseo Martín José Manuel Martínez | 44     |
| 4.     | Royaume-Uni Mohammed Farah Chris Thompson Gavin Thompson Michael Skinner            | 82     |
| 5.     | Italie Gabriele de Nard Giovanni Gualdi Umberto Pusterla Ruggero Pertile            | 93     |

### Hommes moins de 23 ans

#### Individuel
| Pos.   | Runners                | Time      |
| ------ | ---------------------- | --------- |
| Or     | Barnabás Bene          | 23 min 14 |
| Argent | Dusko Markesevic       | 23 min 16 |
| Bronze | Daniele Meucci         | 23 min 16 |
| 4.     | Yevgeniy Rybakov       | 23 min 17 |
| 5.     | Anatoliy Rybakov       | 23 min 22 |
| 6.     | Stsiapan Rahautsou     | 23 min 24 |
| 7.     | Mario Van Waeyenberghe | 23 min 25 |
| 8.     | Aleksey Aleksandrov    | 23 min 26 |
| 9.     | Khalid Choukoud        | 23 min 29 |
| 10.    | Stefano la Rosa        | 23 min 29 |

#### Équipes
| Pos.   | Runners                                                                        | Points |
| ------ | ------------------------------------------------------------------------------ | ------ |
| Or     | Russie Yevgeniy Rybakov Anatoliy Rybakov Aleksey Aleksandrov Dmitriy Nizelskiy | 28     |
| Argent | Italie Daniele Meucci Stefano la Rosa Martin Dematteis Luca Tocco              | 78     |
| Bronze | Pologne Kamil Murzyn Lukasz Parszczynski Artur Kozlowski Hubert Prokop         | 94     |
| 4.     | Irlande Joseph Sweeney Mark Christie Andrew Ledwith Mick Clohisey              | 102    |
| 5.     | Royaume-Uni Andy Vernon Tom Humphries Andrew Baker Tom Russell                 | 105    |

### Juniors Hommes

#### Individuel
| Pos.   | Runners           | Time      |
| ------ | ----------------- | --------- |
| Or     | Andrea Lalli      | 16 min 53 |
| Argent | Siarhei Chebiarak | 17 min 03 |
| Bronze | Ciprian Suhanea   | 17 min 06 |
| 4.     | Aleksey Popov     | 17 min 12 |
| 5.     | Simone Gariboldi  | 17 min 14 |

#### Équipes
| Pos.   | Runners                                                                 | Points |
| ------ | ----------------------------------------------------------------------- | ------ |
| Or     | Italie Andrea Lalli Simone Gariboldi Antonio Garavello Merihun Crespi   | 68     |
| Argent | Espagne Mohamed Elbendir Javier Garcia Juan Antonio Pousa Álvaro Lozano | 74     |
| Bronze | France Noureddine Smaïl Mourad Amdouni David Vuste Anthony Gauthier     | 74     |
| 4.     | Turquie Osman Bas Adem Belir Mugdat Öztürk Ercan Muslu                  | 83     |
| 5.     | Royaume-Uni Kevin Deighton Jonathon Pepper Lewis Timmins Rory Fraser    | 97     |

### Seniors Femmes

#### Individuel
| Pos.   | Runners             | Time      |
| ------ | ------------------- | --------- |
| Or     | Tetyana Holovchenko | 25 min 17 |
| Argent | Mariya Konovalova   | 25 min 18 |
| Bronze | Olivera Jevtić      | 25 min 21 |
| 4.     | Anikó Kálovics      | 25 min 26 |
| 5.     | Julie Coulaud       | 25 min 28 |
| 6.     | Hayley Yelling      | 25 min 28 |
| 7.     | Nathalie De Vos     | 25 min 34 |
| 8.     | Joanne Pavey        | 25 min 38 |
| 9.     | Jéssica Augusto     | 25 min 38 |
| 10.    | Anália Rosa         | 25 min 45 |

#### Équipes
| Pos.   | Runners                                                                     | Points |
| ------ | --------------------------------------------------------------------------- | ------ |
| Or     | Portugal Jessica Augusto Anália Rosa Leonor Carneiro Mónica Rosa            | 47     |
| Argent | Royaume-Uni Hayley Yelling Joanne Pavey Liz Yelling Kate Reed               | 47     |
| Bronze | France Julie Coulaud Samira Chellah Fatiha Klilech-Fauvel Christelle Daunay | 69     |
| 4.     | Russie Maria Konovalova Alevtina Ivanova Inga Abitova Marina Ivanova        | 88     |
| 5.     | Espagne Rosa María Morató Maria Azucena Diaz Judith Plá Irene Pelayo        | 94     |

### Femmes moins de 23 ans

#### Individuel
| Pos.   | Runners             | Time      |
| ------ | ------------------- | --------- |
| Or     | Binnaz Uslu         | 18 min 47 |
| Argent | Fionnuala Britton   | 18 min 56 |
| Bronze | Türkan Erismis      | 19 min 09 |
| 4.     | Aine Hoban          | 19 min 10 |
| 5.     | Adelina de Soccio   | 19 min 16 |
| 6.     | Viktoriya Trushenko | 19 min 19 |
| 7.     | Adriënne Herzog     | 19 min 20 |
| 8.     | Laura Kenney        | 19 min 23 |
| 9.     | Katarzyna Kowalska  | 19 min 24 |
| 10.    | Anke Van Campen     | 19 min 34 |

#### Équipes
| Pos.   | Runners                                                                | Points |
| ------ | ---------------------------------------------------------------------- | ------ |
| Or     | Royaume-Uni Aine Hoban Laura Kenney Claire Holme Faye Fullerton        | 56     |
| Argent | Pologne Katarzyna Kowalska Sylwia Ejdys Marta Wojtkunska Justyna Mudy  | 65     |
| Bronze | Italie Adelina de Soccio Sara Dossena Giorgia Robaudo Giulia Francario | 96     |
| 4.     | Pays-Bas Adriënne Herzog Andrea Deelstra Susan Kuijken Yvonne Hak      | 97     |
| 5.     | Turquie Binnaz Uslu Türkan Erismis Dudu Karakaya Mulkiye Yilmaz        | 105    |

### Junior Femmes

#### Individuel
| Pos.   | Runners                   | Time      |
| ------ | ------------------------- | --------- |
| Or     | Stephanie Twell           | 12 min 33 |
| Argent | Karoline Bjerkeli Grovdal | 12 min 36 |
| Bronze | Ancuţa Bobocel            | 12 min 51 |
| 4.     | Emily Pidgeon             | 12 min 59 |
| 5.     | Viktoriya Ivanova         | 13 min 08 |

#### Équipes
| Pos.   | Runners                                                                        | Points |
| ------ | ------------------------------------------------------------------------------ | ------ |
| Or     | Royaume-Uni Stephanie Twell Emily Pidgeon Sian Edwards Abby Westley            | 21     |
| Argent | Russie Viktoriya Ivanova Tatyana Shutova Yekaterina Gorbunova Alfiya Khasanova | 76     |
| Bronze | Roumanie Ancuţa Bobocel Andreea David Cristiana Frumuz Daniela Donisa          | 83     |
| 4.     | Espagne Marta Romo Maria Sánchez Cristina Jordan Ainhoa Sanz                   | 98     |
| 5.     | Allemagne Julia Hiller Carolin Ähling Mira Glocker Cornelia Schwennen          | 102    |